# Lijkermolen No 2
De Lijkermolen No 2 is een grondzeiler net buiten Rijpwetering, in de gemeente Kaag en Braassem, in de Nederlandse provincie Zuid-Holland.  De molen dateert uit 1780 en is gebouwd ten behoeve van de bemaling van de Drooggemaakte Veender en Lijkerpolder, die nog moest worden drooggemaakt. De twaalfkantige vorm is ontstaan uit de opvatting van de metselaars dat een ronde molen nooit zo dicht zou kunnen worden als een twaalfkantige. Deze molen en de Lijkermolen No 1 zijn de enige twaalfkantige molens in Nederland. De Rijnlandse Molenstichting is eigenaar van de molen en heeft de molen in de jaren 80 en in 2003 gerestaureerd. De molen draait regelmatig en bij de restauratie is de vlucht iets verkleind, vanwege de nabijheid van een weg. Na een aantal schadegevallen met passerende vrachtwagens is een hoogtebeperking voor het verkeer van kracht op de momenten dat de wieken van de molen draaien.
Het gevlucht heeft fokwieken. De gelaste ijzeren binnenroede is 27,45 m lang en de buitenroede 27,60 m. De binnenroede stamt uit 1987 met als nummer 37 en de buitenroede uit 1984 met als nummer 6. Beide roeden zijn gemaakt door de fabrikant Straathof.